# Бон (герцог Неаполя)
Бон (лат. Bonus, итал. Bono; 786, Неаполь — 9 января 834, Неаполь) — герцог Неаполя (832—834), успешно воевавший с беневентцами.

## Биография

### Исторические источники
О Боне сообщается в нескольких раннесредневековых источниках, в том числе, в написанной Иоанном Диаконом второй части «Деяний неаполитанских епископов» и в «Хронике герцогов Беневенто, Салерно, Капуи и Неаполя». Сохранилась также стихотворная эпитафия на латыни, сочинённая анонимным автором в честь герцога. Некоторые средневековые авторы, в том числе Иоанн Диакон, в своих сочинениях выказывали негативное отношение к Бону. Однако, по мнению современных историков, такая оценка деятельности неаполитанского герцога является предвзятой. Вероятно, причиной этого были такие вынужденные обстоятельствами действия Бона, как союз с сарацинами и преследования епископа Неаполя Тиберия. В других же источниках Бон описывался как человек красивый и сильный, добрый в обхождении и известный своим благоразумием.

### Происхождение
Бон родился в 786 году в неаполитанской семье, мужские представители которой, вероятно, принадлежали к высшей военной знати города. О ранних годах его жизни ничего не известно.

### Получение власти над Неаполитанским герцогством
В конце июня 832 года в Неаполь возвратились послы Стефана III, заключившие от его имени перемирие с князем Беневенто Сико, в прошлом году осаждавшим город. Понесённые неаполитанцами поражения, в том числе, похищение беневентцами мощей святого Януария, вызвали сильное недовольство Стефаном III, и против герцога был организован заговор. По некоторым известиям, заговорщики даже получили поддержку от беневентцев, прибывших в Неаполь для получения подтверждения перемирия самим герцогом. В результате, в тот самый момент, когда правитель Неаполя оглашал со ступеней базилики Святой Реституты, бывшей тогда кафедральным собором, текст мирного соглашения с беневентцами, заговорщики напали на герцога и убили его. Со смертью Стефана III пресеклась династия неаполитанских герцогов, основанная в 755 году Стефаном II. В начале июля новым «консулом и герцогом» (лат. consul et dux) мятежники избрали Бона. Однако тот сразу же обрушил на убийц Стефана III и их сторонников репрессии: часть из них была казнена, а часть изгнана из Неаполя.
Современные историки по-разному трактуют свидетельства средневековых источников. Часть исследователей, вслед за Иоанном Диаконом, считает Бона главой заговорщиков, позднее с целью укрепления личной власти расправившимся со своими соучастниками. Другие медиевисты утверждают, что Бон не был замешан в заговоре, и развёрнутые им репрессии против знатных неаполитанцев было законным воздаянием мятежникам за убийство герцога Стефана III.
Правление Бона пришлось на период ослабления Неаполитанского герцогства, вызванного междоусобицами и нападениями внешних врагов. Уже вскоре после убийства Стефана III беневентское войско снова подступило к Неаполю, и Бон, чтобы сохранить власть, должен был признать себя вассалом князя Сико. К тому времени под властью герцога Неаполя оставался только сам город и его ближайшие окрестности. Бо́льшая же часть Неаполитанского герцогства находилась под контролем князя Беневенто.

### Война с Беневентским княжеством
Однако когда в августе или сентябре 832 года князь Сико неожиданно умер и между его преемниками началась борьба за власть, Бон начал поощрять неаполитанцев совершать нападения на беневентцев, хозяйничавших на землях герцогства. Ища союзников, Бон заключил несколько соглашений с врагами нового правителя Беневенто Сикарда, в том числе, он укрепил связи с византийским правителем Сицилии и первым из неаполитанских герцогов пригласил на службу войско сарацин. Союз с мусульманами вызвал серьёзный конфликт между герцогом и епископом Неаполя Тиберием, который, будучи одним из ближайших советников Стефана III, попытался и при Боне оказывать влияние на управление герцогством. Конфликт закончился лишением Тиберия епископского сана и заключением его под стражу. Преемником Тиберия по указанию Бона был избран Иоанн IV Книжник, один из образованнейших иерархов своего времени, занимавшийся только делами вверенной ему епархии. В «Деяниях неаполитанских епископов» утверждается, что Иоанн согласился занять епископскую кафедру только из-за угроз Бона в случае его отказа умертвить Тиберия.
Укрепив свою власть над Неаполитанским герцогством, Бон осенью 832 года начал военные действия против Сикарда. Герцог лично возглавил несколько вторжений неаполитанцев и их союзников сарацин во владения беневентского князя. Грабя и разоряя попадавшиеся по пути селения, неаполитанской войско не только отвоевало бо́льшую часть земель, ранее захваченные князем Сико, но и вторглось на территорию самого Беневентского княжества. В ходе этих походов Боном были завоёваны города Терра-ди-Лавора, Ателла и Ачерра, долина Само и окрестности Помпеи. Развивая наступление вдоль Аппиевой дороги, возглавляемая Боном армия дошла до города Форкьи, располагавшегося далеко в глубине владений князя Сикарда. Оттуда в конце 833 года войско возвратилось в Неаполь, где герцог был торжественно встречен горожанам.

### Смерть
Вероятно, Бон намеревался и в следующем году продолжить войну с беневентцами, но не смог этого сделать: он скоропостижно скончался 9 января 834 года, и оплакиваемый всеми неаполитанцами был похоронен в базилике Святой Реституты. Хотя Бон правил герцогством только полтора года, он сумел обеспечить передачу власти над Неаполем своему сыну Льву.
В церкви Святой Реституты сохранился надгробный камень с могилы Бона. На нём выбита стихотворная эпитафию в честь умершего, в которой превозносятся военные таланты и человеческие достоинства герцога, «спасителя отечества».